# Pooja Vaidyanath
Pooja Vaidyanath (nacida el 15 de febrero de 1988 en Hyderabad) es una cantante y violinista india. Es una de las finalistas organizado por el evento, Airtel Super Singer (Temporada 3). Fue contratada para interpretar un tema musical, siendo su oportunidad para el director musical James Vasanthan.

## Educación
Pooja completó sus estudios en el MBA de la Universidad de Villa María, una institución solo para mujeres (2008-2010).

### Competencia
- Ella se aseguró el segundo lugar en el Zee "SA RE GA MA PA" conocida también como Voz de la Juventud, un popular evento de competencia llevada a cabo por Zee TV (2008).
- Se aseguró en el 1.er lugar en el Padalani UNDI, un concurso de música organizado por TV Maa (2006) y Padmasri Balasubramaniam.
- Se aseguró el 1.er lugar en el show de música popular "Vaanampadi" que fue organizado por Padmasri Balasubramaniam, en la que salió al aire en TV Kalaignar (2010).

### Actuaciones
- Pooja se ha presentado en varios espectáculos con reconocidas personalidades como el Dr. SP Balasubramaniam, Koti Sr. Suresh y Madhavapeddi.
- También ha realizado una serie de conciertos promocionando sus álbumes de música popular dirigida por Mr.Parthasarathy y Gunjawala Kunal.
- También tuvo la oportunidad de cantar para playback o reproducción, regrabación y pistas de Directores de música de eminentes como Kalyan Malik, K.M. Radha Krishnan, Selva Ganesh, Thaman y Hema Chandra.

### En el cine
- Músic Director is G. V. Prakash
- లా película డెల్ దర్శకుడు: భాnjbjc
- Dueto Con Santhosh Hariharan